# Crölpa-Löbschütz
Crölpa-Löbschütz is een dorp en voormalige gemeente in de Duitse deelstaat Saksen-Anhalt, en maakt deel uit van de gemeente Naumburg (Saale) in de Landkreis Burgenlandkreis.
Tot de voormalige gemeente behoren, naast het gelijknamige dorp, de dorpen Freiroda, Heiligenkreuz en Kreipitzsch. Deze vier plaatsjes worden binnen de gemeente Naumburg (Saale) door één gemeenschappelijke stadsdeelraad bestuurd.
In januari 2020 hadden, volgens de website van de gemeente Naumburg, de dorpen Crölpa-Löbschütz, Freiroda, Heiligenkreuz en Kreipitzsch respectievelijk 140, 111, 144 en 46 inwoners.
Crölpa-Löbschütz bestaat uit een zuidelijk deel, Crölpa, en een noordelijk deel, Löbschütz. Deze buurten zijn door circa 250 meter boerenland van elkaar gescheiden. Kreipitzsch ligt 2 km ten westen, en Heiligenkreuz 2 km ten oosten van Crölpa-Löbschütz. Freiroda ligt ongeveer een kilometer ten westen van Lobschütz.
Slechts 500 meter ten oosten van Heiligenkreuz loopt de Bundesstraße 88 van noordoost (Naumburg) naar zuidwest (Janisroda, Prießnitz, Jena).
De dorpen liggen op een lössplateau ten zuiden van Bad Kösen en zijn sterk agrarisch van karakter. Kreipitzsch is echter toeristischer; in het dorp staat een voormalig landgoed (Rittergut Kreipitzsch) waarin een hotel is gevestigd. Ten westen van Kreipitzsch kan men afdalen naar het dal van de rivier de Saale, waarbij men het grotendeels tot een ruïne vervallen kasteel Rudelsburg passeert. Nog iets verder naar het westen komt men via Kasteel Saaleck in het dorp Saaleck.
De Rudelsburg, in de middeleeuwen stamslot van talrijke adellijke families, die over de omliggende dorpen heersten, maar na de Dertigjarige Oorlog deels tot een ruïne vervallen, is gelegen op de grens van de plaatsen Saaleck en Kreipitzsch. Het kasteel heeft een lange en roemrijke geschiedenis, en is al sedert het eind van de 18e eeuw een geliefd doel van wandelexcursies, o.a. van studenten van de Universiteit van Jena.

## Afbeeldingen

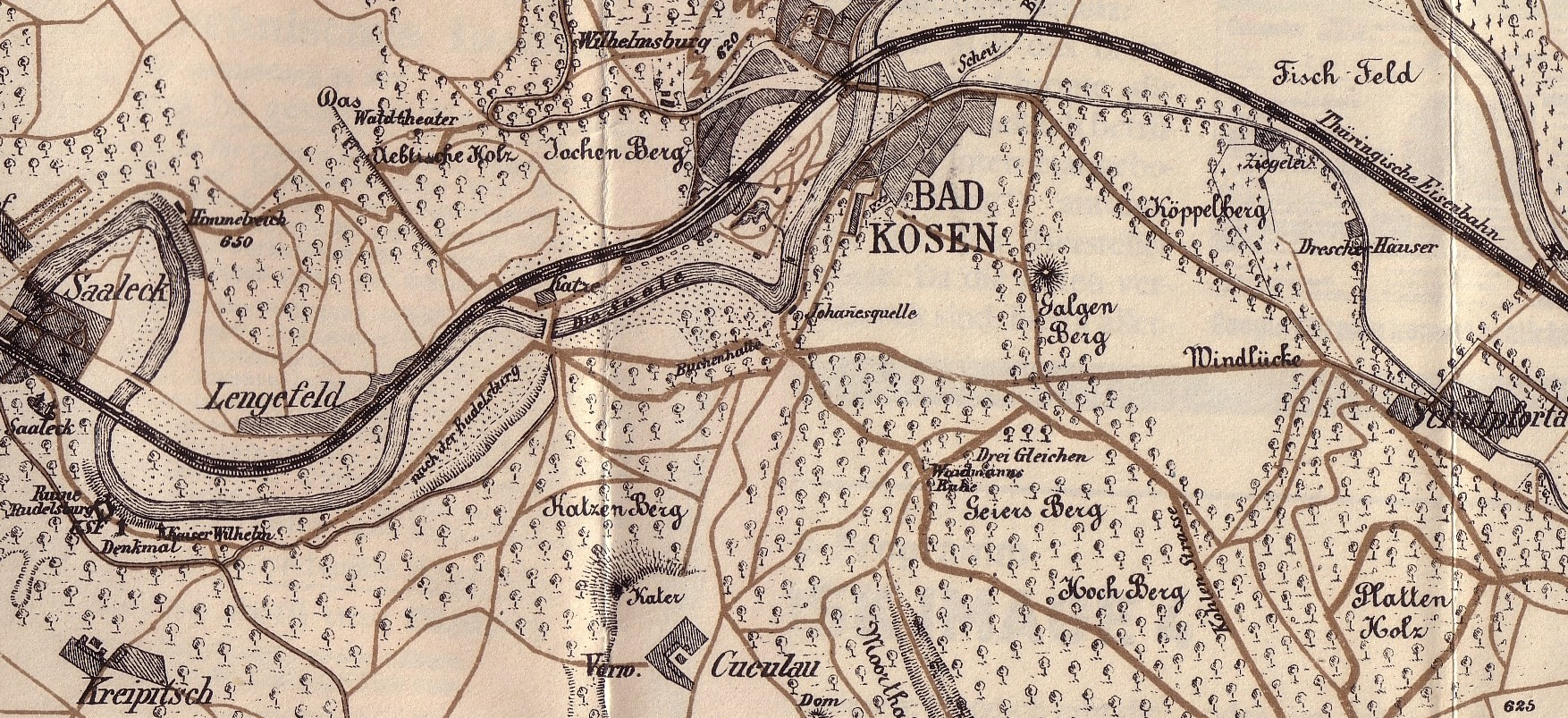
Kaart uit 1914. Linksonder Kreipitzsch en ten noorden daarvan de Rudelsburg
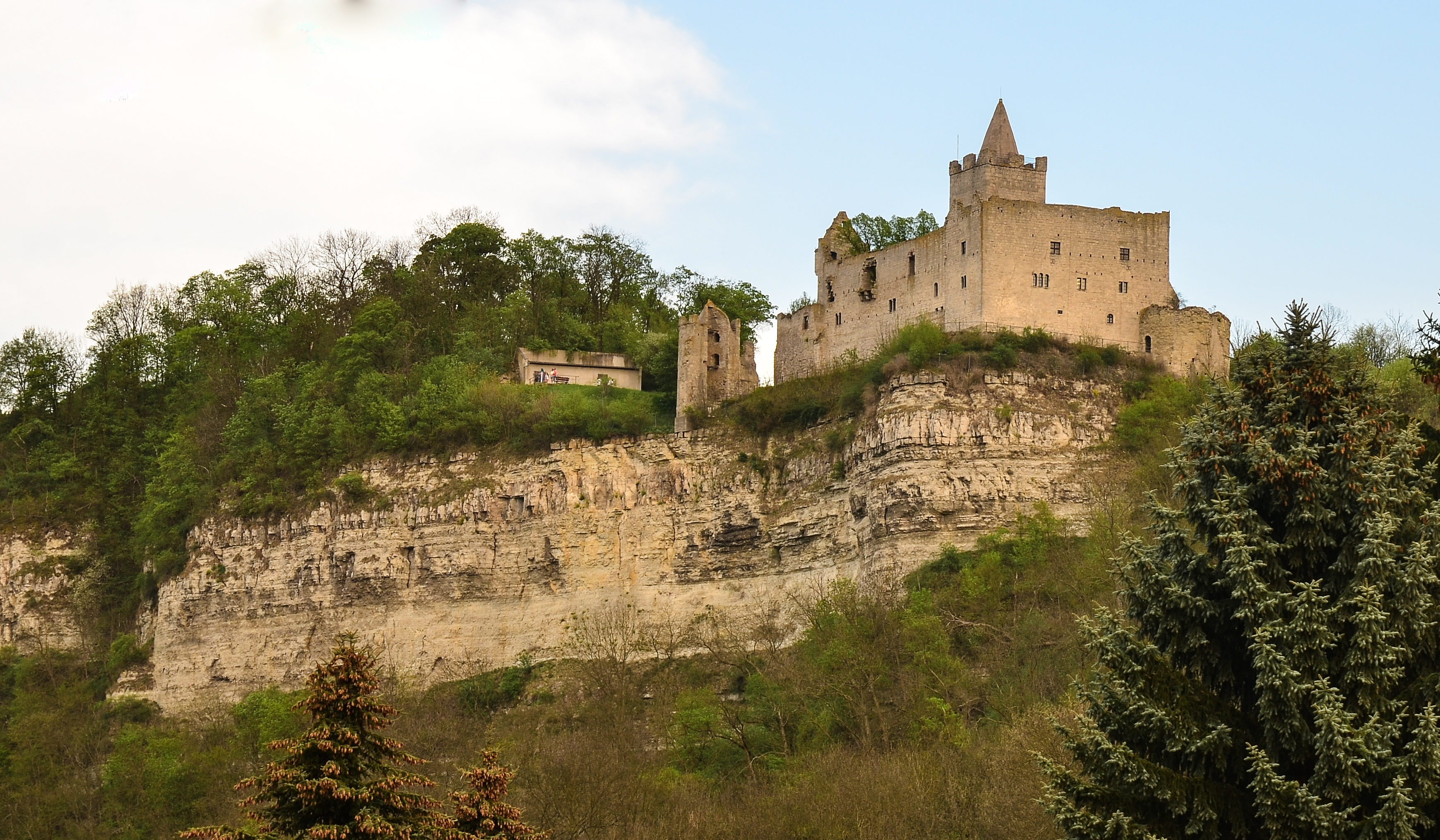
Kasteel Rudelsburg
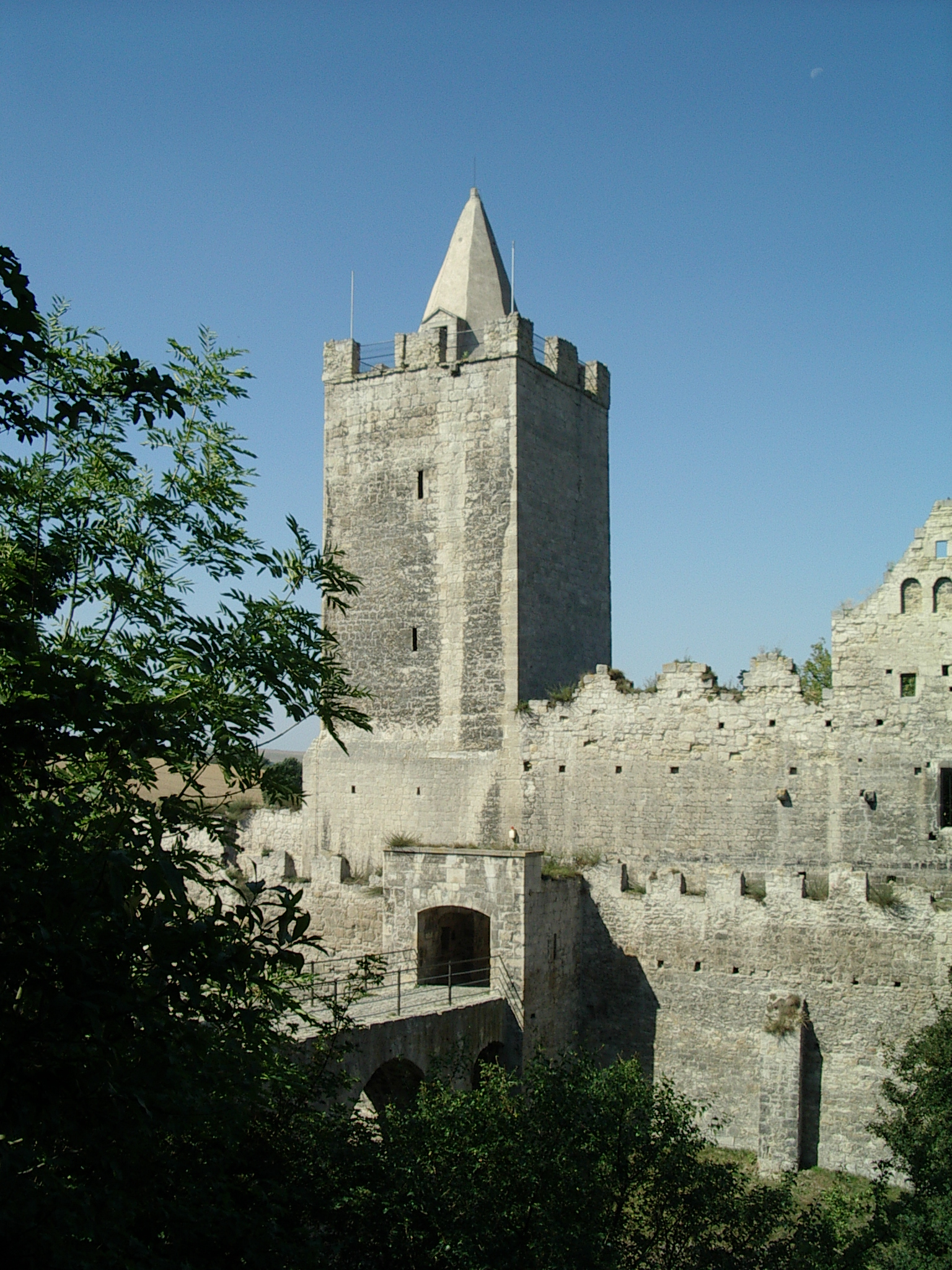
Poort en bergfried van de Rudelsburg
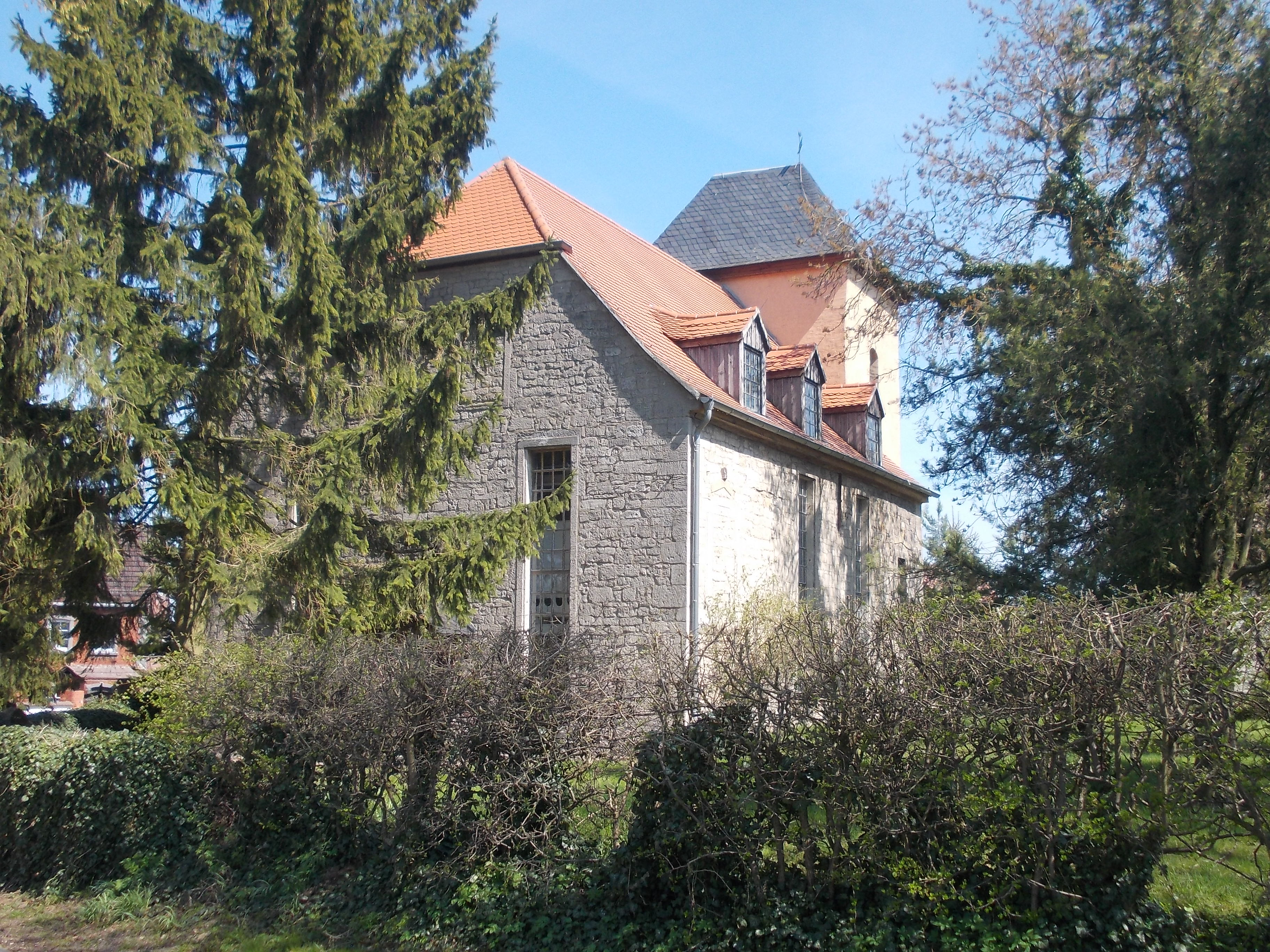
Evang.-lutherse dorpskerk Löbschütz (1799)